# Страуд, Джонатан
Джо́натан Э́нтони Стра́уд (англ. Jonathan Anthony Stroud) — британский писатель-фантаст, автор произведений для детей и подростков.

## Биография
Страуд родился в 1970 году в Бедфорде. Детство провёл в Сент-Олбансе. С самого раннего возраста начал писать собственные рассказы. Так, известно, что он начал писать в возрасте семи—девяти лет, когда часто болел, много времени проводил в больнице и таким образом спасался от скуки. Окончил Йоркский университет по специальности английская литература, после чего работал в Лондоне редактором в издательстве Walker Books. Там он начал публиковать свои работы и быстро добился успеха.
Среди его самых видных работ — серия бестселлеров «Трилогия Бартимеуса».
Сейчас Страуд живет в Сент-Олбансе со своими двумя детьми, Изабеллой и Артуром, и женой Джиной, иллюстратором детских книг.

## Российские издания
На данный момент в России изданы следующие его книги: «Трилогия Бартимеуса», «Тайный огонь», «Победители чудовищ», «Последняя осада» и «Кольцо Соломона» (приквел «Трилогии Бартимеуса»). Также в 2014—2018 годах издательством Эксмо издана книжная серия «Агентство „Локвуд и компания“»: в 2014 — «Кричащая лестница», в 2015 — «Шепчущий череп» и «Призрачный двойник», в 2017 — «Крадущаяся тень», в 2018 году — книга-завершение под названием «Пустая могила».

### Отдельные книги
- Justin Credible’s Word Play World (1994)
- The Viking Saga of Harri Bristlebeard (1997)
- The Hare and the Tortoise (1998)
- Walking through the Jungle (1998)
- The Little Red Car (1999)
- Alfie’s Big Adventure (1999)
- «Тайный огонь» (1999)
- Ancient Rome: A Guide to the Glory of Imperial Rome (2000)
- Little Spike and Long Tail (2000)
- Goldilocks and the Three Bears (2000)
- The Leap (2001)
- «Последняя осада» (2003)
- The Lost Treasure of Captain Blood (2006)
- Life and Times in Ancient Rome (2008)
- «Победители чудовищ» (2009)

### Серии книг
- «Трилогия Бартимеуса»

1. «Амулет Самарканда» (2003)
2. «Глаз голема» (2004)
3. «Врата Птолемея» (2005)
4. «Кольцо Соломона» (приквел, 2010)

- «Агентство „Локвуд и компания“»

1. «Кричащая лестница» (2013)
2. «Шепчущий череп» (2014)
3. «Призрачный двойник» (2015)
4. «Крадущаяся тень» (2016)
5. «Пустая могила» (2017)

В марте 2022 года, завершились съёмки экранизации серии книг "Агентство «Локвуд и компания»". Релиз первого сезона состоялся на стриминговом сервисе Netflix 27 января 2023 года
- «Преступники Скарлетт и Браун»

1. «Преступники Скарлетт и Браун» (2021)
2. «Печально известные Скарлетт и Браун» (2022)